# 裂隙灯

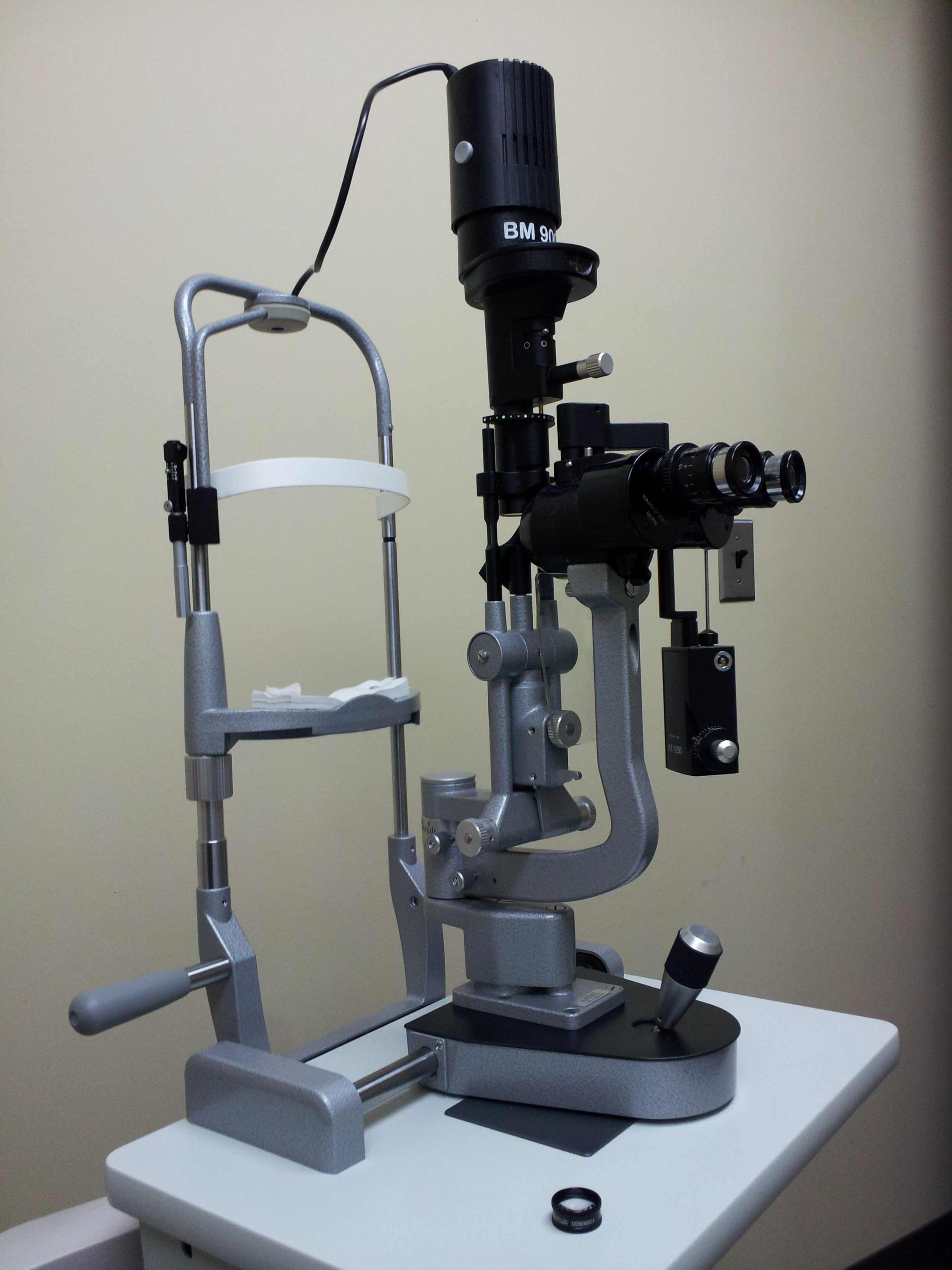
裂隙灯侧面

裂隙灯（英語：slit lamp）又稱細隙燈，是一种用于眼科检查的光学仪器，其具有高强度光源且可调节（强弱、聚散、角度、宽度）光源，使之聚焦成薄层光束而照射到眼睛中，将眼球组织的透明部分形成光学切面，再通过“活组织显微镜”（biomicroscope）來观察眼球前段（anterior segment）解剖构造、组织厚薄、病变深浅。
裂隙灯通常由两部分组成：光源和双目显微镜，也就是照明系统和观察系统。光源是指仪器的光柱可以在水平和垂直方向上根据照明的需要而改变宽窄，同时双目显微镜则聚焦于光源照射的同一位置或者平面，这也是两部分的共焦过程。
裂隙灯检查搭配荧光素染色时，会使用钴蓝光照明和黄色滤光片，从而提高对比度，使图像更加清晰。

## 历史
裂隙灯最早的概念可以追溯到1911年，归功于Alvar Gullstrand和他的文章“large reflection-free ophthalmoscope.”。当时的仪器由蔡司公司研制。